# Rosa Ziperovich
Rosa Weinschelbaum de Ziperovich, conocida como Rosita, (Moisés Ville, provincia de Santa Fe,18 de mayo de 1913-15 de noviembre de 1995) fue una docente argentina.

## Biografía
De su abuela, descubrió el fantástico universo de la lectura, y el valor de los libros.
Era muy sensible ante la injusticia. Como alumna, participó en una huelga en apoyo a Amanda Arias, la directora del establecimiento donde se recibiría de maestra años más tarde (en defensa de las innovaciones pedagógicas practicadas por aquella). Ya docente, se afilió al Círculo de Maestros.
Llegó a Rosario años más tarde, como vicedirectora en la Escuela Provincial Almafuerte y, en 1950, fue directora en la Escuela N° 119, cargo que casi no ejerció, ya que a dos meses de asumir, se le notificó la cesantía. 
Durante la dictadura 1976-1983, y a propuesta de su sobrino, colaboró en el Asilo de Ancianos, barrio de Saladillo, Rosario, en el cual logró romper la pasividad y el abandono en que vivían aquellas mujeres, condenadas a triturar pan con las cabezas gachas. 
Con el reinicio de la democracia, en 1983, retornó a la docencia de la cual nunca hubiera querido partir, como profesora Asociada en la Facultad de Humanidades y Artes de la Universidad Nacional de Rosario
En 1993, el Concejo Municipal la declaró Ciudadana Ilustre, rindiendo homenaje a sus ochenta años de lucha con la educación pública y su compromiso con los derechos humanos.
En 1994, con 81 años de edad, fue convencional constituyente, lo que la llevó como candidata a recorrer toda la provincia, a pesar de su deteriorado estado de salud.
El 15 de noviembre de 1995, falleció, mientras se desempeñaba como secretaria de Cultura de la Asociación del Magisterio de Santa Fe, continuando con la labor gremial que iniciara en 1931 junto a sus primeros pasos en la docencia.
Su consigna: leer para aprender, comprender, estudiar y disfrutar. "Educación de calidad para todos, ingreso y retención de todos los chicos en el sistema escolar" su gran preocupación y meta, que originó un gran movimiento de bibliotecas escolares, etc. Incorporó nuevas metodologías de enseñanza como en matemática.
En 1969 editó su obra "Enseñanza moderna de matemática", por el departamento de publicaciones de la Biblioteca Popular Constancio C. Vigil. Este trabajo le valió un importante reconocimiento nacional e internacional. Pero sin dudas, lo más importante fue el entendimiento de la Escuela como "institución en la problemática histórica" y como "lugar desde el cual llevar adelante una práctica social que contribuyera a generar las transformaciones necesarias hacia una sociedad más justa, democrática y solidaria". Fue maestra, supervisora, gremialista, luchadora incansable en sus más de 80 años por los derechos humanos, Rosa Ziperovich es símbolo de la lucha en defensa de la educación pública y gratuita.

## Algunas publicaciones

### Libros
- 1969. Enseñanza moderna de matemática. Volumen 1 de Colección Pedagogía (Biblioteca). Editor Biblioteca Vigil, 225 pp.
- 1973. Estadística elemental para la escuela primaria. Diagraf.

## Homenajes
- El Centro Municipal de Distrito Sur lleva su nombre.
- La Escuela bilingüe castellano-qom (toba) n.º 1344 Cacique Taigoyé con el Complejo Educativo Rosa Ziperovich del Barrio Toba (Rosario) de Travesía y Almafuerte) fue nombrada en su homenaje.
- La Biblioteca de la Asociación de Magisterio de Santa Fe Delegación Rosario lleva su nombre. La misma cuenta con la biblioteca personal de Ziperovich.